# الصبور (أسماء الله الحسنى)
الصبور عدّه عدد من العلماء من أسماء الله الحسنى، حيث ورد في رواية الترمذي والبيهقي وابن حبان عن الوليد بن مسلم، وكذلك أبو سليمان الخطابي، وابن منده، والحليمي، وأبو بكر بن العربي، والقرطبي، وابن قيم الجوزية، وغيرهم. بينما يرى ابن الحصين وابن حزم الأندلسي وابن عثيمين وغيرهم أنه صفة من صفات الله العليا وليس اسمًا لعدم وروده في القرآن أو السنة بنص صريح.

## أقوال العلماء في معناه
- قال النووي في شرح صحيح مسلم قال:[1] «قال القاضي: والصبور من أسماء الله تعالى، وهو الذي لا يعاجل العصاة بالانتقام وهو بمعنى الحليم في أسمائه سبحانه وتعالى، والحليم هو الصفوح مع القدرة على الانتقام.»
- قال ابن حجر العسقلاني في فتح الباري، وقال المناوي في فيض القدير: «والصبور الذي لا يستعجل في مؤاخذة العصاة أو الذي لا تحمله العجلة على المنازعة إلى الفعل قبل أوانه.»
- قال أبو سليمان الخطابي:[2] «الصَّبُوْرُ: هُوَ الذِي لَا يُعَاجِلُ العُصَاةَ بِالِانْتِقَامِ مِنْهُمْ، بَلْ يُؤَخِّرُ ذَلِكَ إلَى أجَلٍ مُسَمَّى، وَيُمْهِلُهُم لِوَقْتٍ مَعْلُوْم. فَمَعْنَى الصبورِ فِي صِفَةِ الله سبْحَانَهُ، قَرِيبٌ مِنْ مَعْنَى الحَلِيم؛ إلا أن الفَرْقَ بَين الأمْرَيْنِ: أنهم لَا يَأمَنُونَ العُقُوْبَةَ فِي صِفَةِ الصبورِ، كمَا يَسْلَمُونَ مِنْهَا فِي صِفَةَ الحَلِيْمِ.[4]»
- قال أبو إسحاق الزجاج: «الصبور فعول فِي معنى فَاعل وأصل الصَّبْر فِي الْكَلَام الْحَبْس يُقَال صبرته على كَذَا صبرا إِذا حَبسته وَمعنى الصَّبْر والصبور فِي اسْم الله تَعَالَى قريب من معنى الْحَلِيم»
- وقال ابن قيم الجوزية في نونيته:[2]